# James Harvey (cầu thủ bóng đá)
James D. Harvey (7 tháng 8 năm 1911 – sau 1938) là một cầu thủ bóng đá người Anh từng thi đấu ở vị trí thủ môn. Ông thi đấu tại Football League cho Bristol Rovers và Gillingham.

## Sự nghiệp thi đấu
Harvey sinh ra ở York và bắt đầu sự nghiệp bóng đá cùng với Sheffield Wednesday sau đó chuyển đến Rotherham United trước khi xuống Midland League cùng với Frickley Colliery. Sau đó ông chuyển đến Bristol Rovers trước khi trở lại Frickley, nơi ông bị kết án lừa đảo tiền, trước khi chuyển đến Gillingham nơi ông có 17 lần ra sân cho đội một.